# João Da Silva Feijó
João da Silva Barbosa, dit João da Silva Feijó, (1760, Rio de Janeiro - 1824) était un naturaliste, minéralogiste et militaire portugais, né au Brésil.

## Biographie
João da Silva Feijó a étudié la philosophie et les mathématiques à l'Université de Coïmbre et a adopté le surnom de Feijó en hommage à Benito Jerónimo Feijoo, philosophe espagnol, qui jouissait à l'époque d'un grand prestige chez les étudiants en sciences naturelles.
En 1778, le professeur italien Domenico Agostino Vandelli, réunit ses meilleurs élèves pour créer le Muséum d'Histoire naturelle de Lisbonne. João da Silva faisait partie de ce groupe avec Alexandre Rodrigues Ferreira, Manuel Galvão da Silva et Joaquim José da Silva.

## Mission au Cap-Vert
À partir de 1783, sous la coordination de Vandelli et le parrainage du ministre de la Marine et de l'Outremer, Martinho de Mello e Castro, commence le grand projet de réalisation des voyages philosophiques. On demande alors à chacun des naturalistes d'organiser une mission scientifique dans une région de l'empire. Feijó est désigné pour explorer les îles de l'archipel du Cap-Vert, où il arrive en juin 1783.
Comme ses collègues, il éprouve de grandes difficultés pour qu'on reconnaisse sur place sa condition indépendante d'homme de science. L'activité propre du jeune naturaliste, qui s'occupe à observer et rassembler des choses telles que papillons, plantes, coquillages et minéraux, est souvent peu considérée par les autres fonctionnaires coloniaux.
Il décrit son exploration du Cap-Vert à travers sept lettres envoyées au ministre Martinho de Mello e Castro. Il y parle de la géographie, la topographie et la flore de cette île.
Le travail de Feijó a déçu Mello et Castro, qui a critiqué le conditionnement des envois et la pauvreté du matériel envoyé. Il regrette que Feijó n'ait pas proposé de solution pour exploiter de façon rentable le salpêtre et le soufre dont il pensait qu'ils étaient abondamment disponibles dans les zones volcaniques du Cap-Vert.
À partir de 1790, Feijó entre dans l'administration militaire locale. En 1793, il devient Capitaine de la galère du Secrétaire du Gouvernement. Puis il demande à rentrer au Portugal.
A Lisbonne, Feijó travaille de nouveau avec son ancien ami Alexandre Rodrigues Ferreira, de retour d'Amazonie, pour réaliser un herbier à partir des spécimens ramenés du Cap-Vert. Le naturaliste allemand Heinrich Friedrich Link, de passage au Portugal entre 1797 et 1799, a rencontré ses  collègues brésiliens et a fait l'éloge de leurs travaux.
En 1797, Feijó réécrit certains de ses textes relatifs au Cap-Vert et les publie. L'ouvrage intitulé « Itinéraire philosophique » est disponible à la Bibliothèque Nationale de Lisbonne.

## Retour au Brésil
En février 1799, Feijó est nommé Capitaine de Galère, responsable des milices du Ceará, tout en conservant sa fonction de naturaliste. Sa principale mission consiste à mettre en place l'exploitation économique locale du salpêtre. Pour des raisons stratégiques, le Portugal voulait se rendre autosuffisant dans la production de ce minéral utilisé pour la fabrication de poudre à canon. Outre la recherche de nitrate de potassium, l'attention du naturaliste s'est tournée vers l'étude et l'évaluation de l'exploitation économiques d'autres ressources minérales de la région.
Parallèlement au travail de minéralogiste, Feijó s'est consacré à  l'étude de la faune et de la flore du Ceará et à la collecte de spécimens pour envoi vers l'Europe. Il commence à rédiger un ouvrage nommé « Flore originaire du Ceará »
En 1822, il retourne à Rio de Janeiro, sa terre natale, et devient professeur d'histoire naturelle, zoologique et botanique à l'Académie militaire. Il meurt en 1824 et est enterré dans le cloître de la Chapelle de Notre Dame de la Consolation de l'Ordre de Saint François de Paule. Après son décès, les manuscrits de la Flore originaire du Ceará ont été retrouvés par un naturaliste allemand dans une boulangerie de Rio de Janeiro.